# Stade Robert Diochon

Stade Robert Diochon är en fotbollsarena i Rouen, Frankrike som tar cirka 42 000 åskådare. Arenan invigdes 1919. Arenan heter Stade Robert Diochon sedan 1953, tidigare hette arenan Bruyères. Arenan är döpt efter Robert Diochon.